# Borngraben (Kahl)
Der Borngraben ist ein rechter Zufluss der Kahl im Landkreis Aschaffenburg im bayerischen Spessart.

## Geographie

### Verlauf
Der Borngraben entspringt östlich von Niedersteinbach zwischen den Bergen Steinküppel (326 m) und Herrenberg (343 m). Er verläuft Richtung Westen in das Oberdorf von Niedersteinbach. Etwa 200 m weiter floss der Borngraben früher in den Flitschgraben. Dieser Wassergraben nahm den Bach vom Buchborn und den Bach vom Hirschgraben auf und mündete südöstlich des Niedersteinbacher Bahnhofes in die Kahl. Heute ist der Bach vom Buchborn ein Zufluss des Borngrabens, der dann in der Nähe der Strötzbacher Mühle direkt in die Kahl geleitet wird.

### Zuflüsse
- Bach vom Buchborn (links)

### Flusssystem Kahl
- Liste der Fließgewässer im Flusssystem Kahl